# Barleria smithii
Barleria smithii là một loài thực vật có hoa trong họ Ô rô. Loài này được Rendle mô tả khoa học đầu tiên năm 1896.